# Phaenoserphus chittii
Phaenoserphus chittii är en stekelart som först beskrevs av Morley 1922.  Phaenoserphus chittii ingår i släktet Phaenoserphus, och familjen svartsteklar. Arten är reproducerande i Sverige.